# 上莫乔拉德
上莫乔拉德，是匈牙利绍莫吉州所辖的一个村。总面积16.51平方公里，总人口446，人口密度27.0人/平方公里（2011年1月1日）。